# Condado de Hale (Texas)
O condado de Hale é um dos 254 condados do estado norte-americano do Texas. A sede do condado é Plainview, que é também a sua maior cidade. O condado tem uma área de 2602 km² (dos quais 0 km² estão cobertos por água), uma população de 36 602 habitantes, e uma densidade populacional de 14 hab/km² (segundo o censo nacional de 2000). O condado foi fundado em 1876 e recebeu o seu nome em homenagem a John C. Hale, militar morto na Batalha de San Jacinto.